# Капитан Юрасовский (эсминец)
«Капитан Юрасовский» — миноносец типа «Инженер-механик Зверев» Военно-морского флота Российской империи. Построен для усиления Сибирской военной флотилии на Дальнем востоке. С 10 октября 1907 года переклассифицирован как эскадренный миноносец. Назван в честь командира миноносца «Страшный», погибшего в бою.

## Строительство
15 апреля 1905 года зачислен в списки судов Сибирской военной флотилии. 13 января 1905 года заложен на судоверфи Фридриха Шихау в Эльбинге, Германская империя.
По личному распоряжению Николая II отправлен во Владивосток в разобранном состоянии, куда прибыл в ноябре 1906 года. В 1908 году вошел в состав Сибирской военной флотилии.

## Служба
Базировался на Владивосток. До Первой мировой войны совершил ряд учебных походов и некоторое время нёс стационерскую службу в Шанхае и Ханькоу. Прошёл несколько плановых ремонтов, после которых максимальная скорость корабля составила 23 узла.
В 1916 году перечислен в состав Флотилии Северного Ледовитого океана. В 1916—1917 годах совершил переход в Мурманск, куда прибыл 10 сентября 1917 года. В составе флотилии нёс сторожевую службу.
8 ноября 1917 года вошёл в состав Красной Флотилии Северного Ледовитого океана. В марте 1918 года был захвачен в Мурманске английскими интервентами и передан белогвардейскому командованию. Плавал под русским флагом с американской командой.
21 февраля 1920 года вошёл в состав Красного флота, а в апреле 1920 года — в состав Морских сил Северного моря.
26 июня 1924 года исключён из списков Военно-Морского Флота СССР с передачей «Комгосфондов» для реализации.

## Командиры миноносца
- хх.04.1913—хх.05.1914 Лейтенант Винокуров Павел Петрович